# Iegor Ivanovitch Zolotarev
Iegor Ivanovitch Zolotarev ou Zolotareff (russe : Его́р Ива́нович Золотарёв), né le 31 mars 1847 (12 avril dans le calendrier grégorien) à Saint-Pétersbourg et mort le 7 juillet 1878 (19 juillet dans le calendrier grégorien) dans la même ville, est un mathématicien russe, spécialiste de théorie des nombres.

## Biographie
Iegor, né le 31 mars 1847, est le fils de Agafia Izotovna Zolotareva et du marchand Ivan Vassilievitch Zolotarev à Saint-Pétersbourg, en Russie impériale. En 1857, il commence à étudier au cinquième gymnasium de Saint-Pétersbourg, une école centrée sur les mathématiques et les sciences de la nature. Il termine avec la médaille d'argent en 1863. La même année, il est autorisé à être auditeur à la faculté de physico-mathématiques de l'Université d'État de Saint-Pétersbourg . 
Il n'a pas pu devenir étudiant avant 1864 car il était trop jeune. Parmi ses professeurs académiques se trouvent Somov (en), Pafnouti Tchebychev et Korkin (en), avec lesquels il aura une amitié scientifique étroite. En novembre 1867, il soutient sa thèse de kandidat intitulée « À propos de l'intégration des équations de gyroscopes ». Dix mois plus tard, suit sa thèse d'habilitation pro venia legendi à propos d'une question sur Minima. Avec ce travail, il obtient le droit d'enseigner au titre de conférencier à l'université de Saint-Pétersbourg. 
Il a d'abord enseigné le calcul différentiel aux étudiants en sciences (jusqu'à l'été 1871), puis le calcul intégral et l'analyse pour les débutants en mathématiques. À l'exception d'une courte pause, il a enseigné les fonctions elliptiques aux étudiants des semestres supérieurs tout au long de son travail de conférencier et de professeur. 
En décembre 1869, Zolotarev soutient sa thèse de maîtrise intitulée À propos de la solution de l'équation indéfinie du troisième degré x³ + Ay³ + A²z³ - 3Axyz = 1. 
Il effectue son premier voyage à l'étranger en 1872 et visite Berlin et Heidelberg. À Berlin, il étudie la "théorie des fonctions analytiques" de Weierstrass, il y écoute également Ernst Kummer puis Leo Königsberger à Heidelberg et Charles Hermite à Paris.
En 1874, Zolotarev est devenu membre du personnel universitaire en tant que chargé de cours et la même année, il a soutenu sa thèse de doctorat intitulée « Théorie des nombres complexes avec une application au calcul intégral ». Le problème que Zolotarev a résolu est basé sur un problème que Tchebychev avait posé précédemment, à savoir la représentation des expressions de la forme. 
{\displaystyle \int {\frac {x+A}{\sqrt {x^{4}+ax^{3}+bx^{2}+cx+d}}}\,dx}
par logarithmes. C’était une question qui intéressait Tchebychev depuis le début de ses recherches, mais il n’était pas en mesure de le résoudre sans l’aide de fonctions elliptiques. 
À compter du début du semestre d'hiver 1876, Zolotarev est nommé professeur extraordinaire. Après le décès de l'académicien Somov, il devient son successeur en qualité de suppléant de l'Académie des sciences . 
La carrière difficile d'Egor Ivanovich Zolotarev s'achève brusquement avec sa mort précoce. Il se rendait à sa datcha quand il est renversé par un train à la gare de Detskoye Selo. Le 19 juillet 1878, il meurt d'un empoisonnement du sang. 
Iegor Ivanovitch ne doit pas être confondu avec le probabiliste Vladimir Mikhaïlovitch Zolotarev, disciple de Kolmogorov, qui a travaillé sur des distributions stables avec des résultats bien connus sur leur paramétrisation,.

## Publications
- Zolotareff G., « Nouvelle démonstration de la loi de réciprocité de Legendre », Nouvelles annales de mathématiques, vol. 11,‎ 1872, p. 354–362 (lire en ligne)
- Zolotareff G., « Sur la méthode d'intégration de M. Tchébychef », Math. Ann., vol. 5, no 4,‎ 1872, p. 560–580 (DOI 10.1007/BF01442910)
- Korkine A., Zolotareff G., « Sur les formes quadratiques positives quaternaires », Math. Ann., vol. 5, no 4,‎ 1872, p. 581–583 (DOI 10.1007/BF01442912, lire en ligne)
- Korkine A., Zolotareff G., « Sur les formes quadratiques », Math. Ann., vol. 6, no 3,‎ 1873, p. 366–389 (DOI 10.1007/BF01442795)
- Korkine A., Zolotareff G., « Sur les formes quadratiques positives », Math. Ann., vol. 11, no 2,‎ 1877, p. 242–292 (DOI 10.1007/BF01442667, lire en ligne)
- Zolotareff E. I., « Sur la méthode d'intégration de M. Tchébychef », Jour. De Math. Pures et Appl. 2e Série, vol. 16,‎ 1874, p. 161–188
- Zolotareff E. I., « Sur la théorie des nombres complexes », Jour. De Math. Pures et Appl. 3e série, vol. 6,‎ 1880, p. 51–84, 129–166 (lire en ligne)